# Monsenhor Chaves

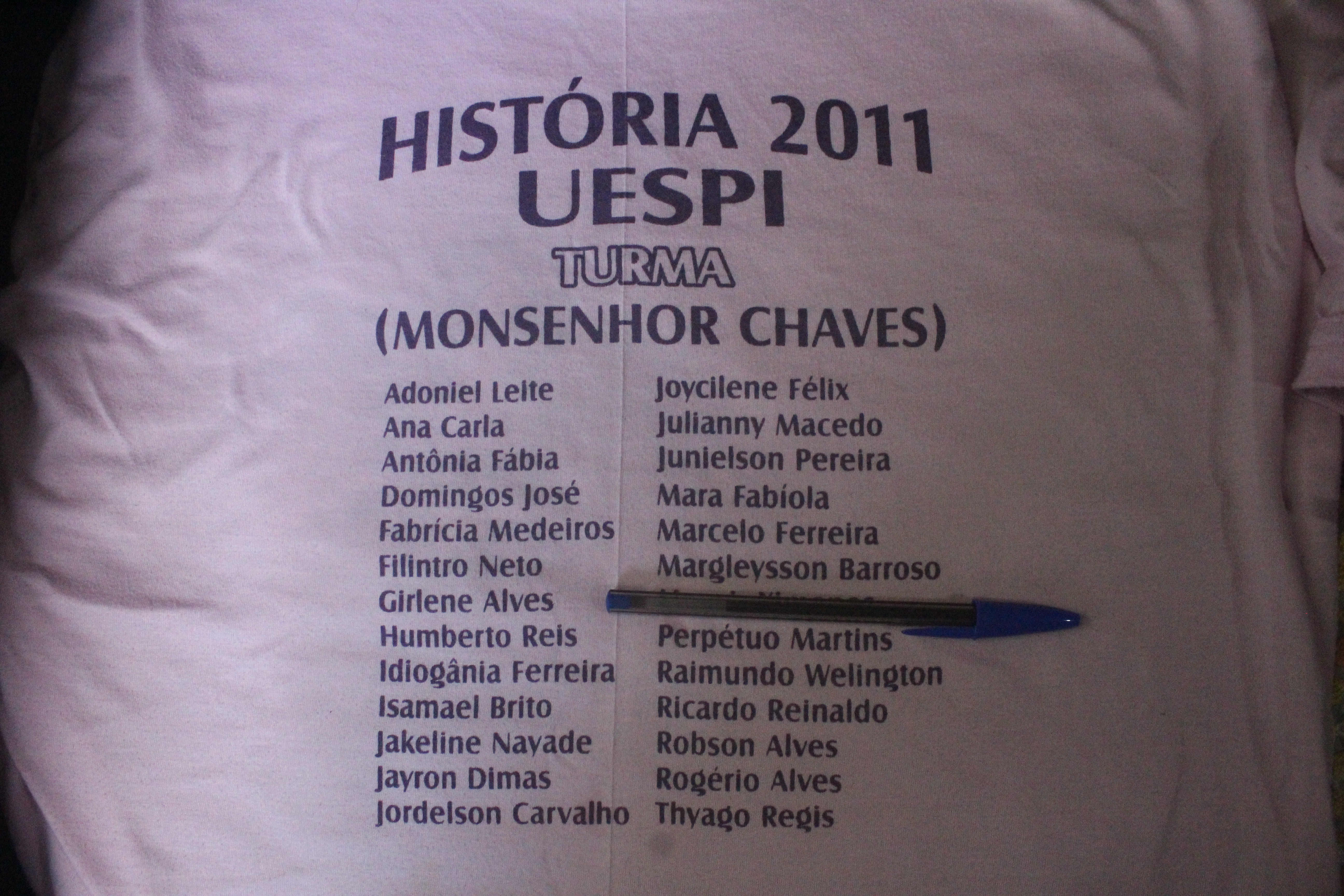
Homenagem de estudantes da Universidade Estadual do Piauí em 2012.

Joaquim Raimundo Ferreira Chaves, mais conhecido como Monsenhor Chaves (Campo Maior, 9 de março de 1913 — Teresina, 8 de maio de 2007) foi um professor, historiador, religioso, escritor, biógrafo e sacerdote brasileiro.

## Biografia
Monsenhor Chaves foi um dos mais importantes historiadores piauienses. e ocupava a cadeira número 23 da Academia Piauiense de Letras. Foi membro do Instituto Histórico e Geográfico do Piauí

## Obras

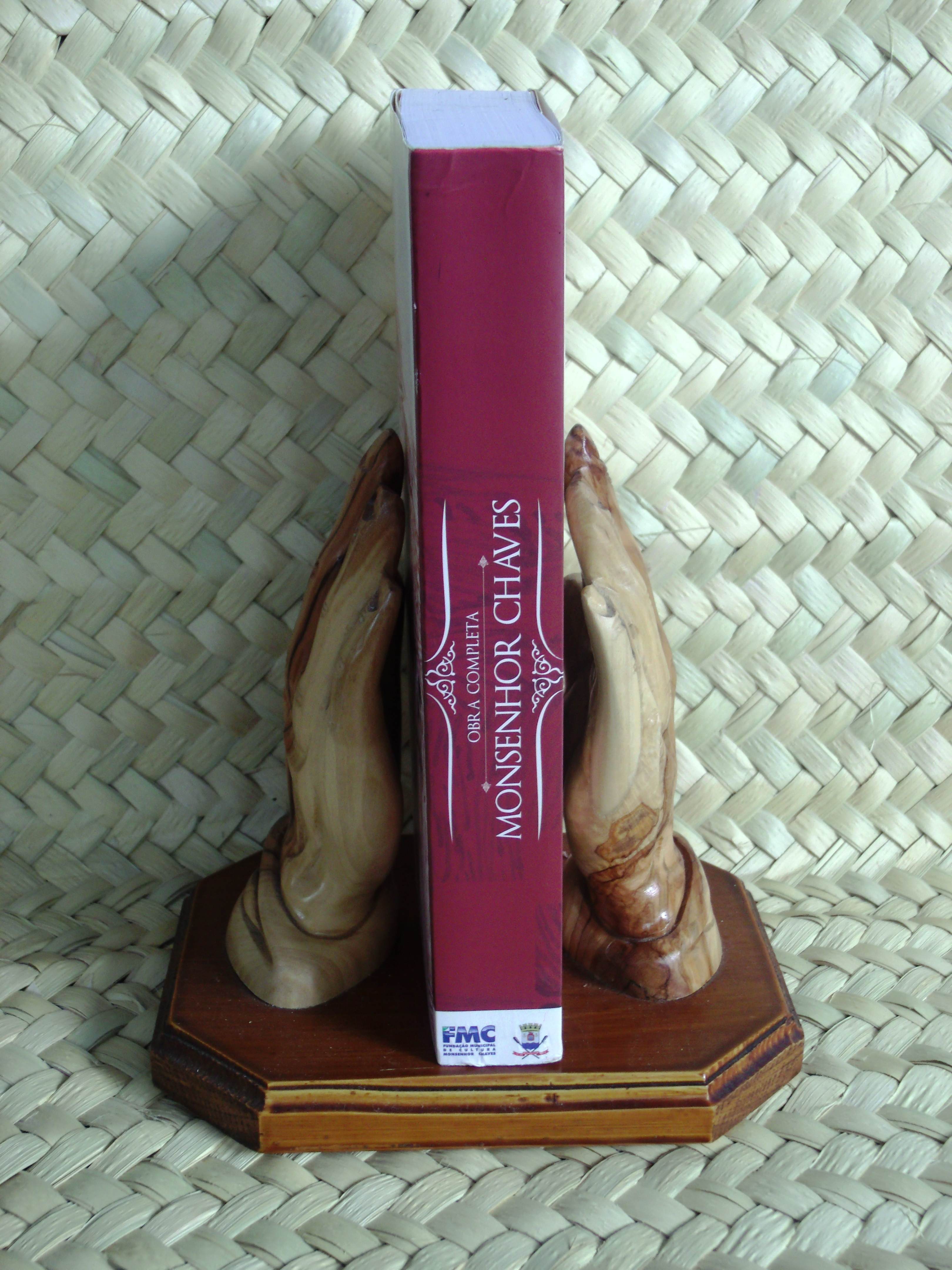
Opúsculo de obras de Joaquim Chaves.

Monsenhor Chaves foi autor de vários livros entre os quais se destacam:
- Subsídio para a História do Piauí (1952)
- O Índio no Solo Piauiense (1952)
- Como Nasceu Teresina (1971)
- Campo Maior nas Lutas pela Independência (1971)
- O Piauí na Guerra do Paraguai(1972)
- O Piauí nas Lutas da Independência do Brasil (1975)
- Monumento do Jenipapo (1983)
- Apontamentos Biográficos e Outros (1981)
- Cadernos de Teresina (1993)
- A Escravidão no Piauí e Obras Completas (1998).

## Morte
Morreu em uma manhã de terça-feira, às 10h, em sua residência na rua Bejamin Batista, centro de Teresina. Monsenhor Chaves tinha 94 e foi vítima de uma parada respiratória.